# Alumni Athletic Club
El Alumni Athletic Club, o simplemente Alumni, fue un club de fútbol argentino de la ciudad de Buenos Aires que participó en la liga de ese país desde los comienzos de la práctica amateur. Fue fundado en 1898 como English High School Athletic Club, pero sus integrantes venían jugando juntos desde antes, como exalumnos del Buenos Aires English High School, fundada por Alexander Watson Hutton en 1884.
El equipo compitió hasta 1911 y, finalmente, dos años después se disolvió debido a las complicaciones que aparejaba el recambio de jugadores. En ese lapso obtuvo 10 campeonatos y varias copas nacionales e internacionales, lo que lo convertiría en uno de los clubes más importantes en la historia del fútbol de Argentina.

## Historia

### Buenos Aires English High School

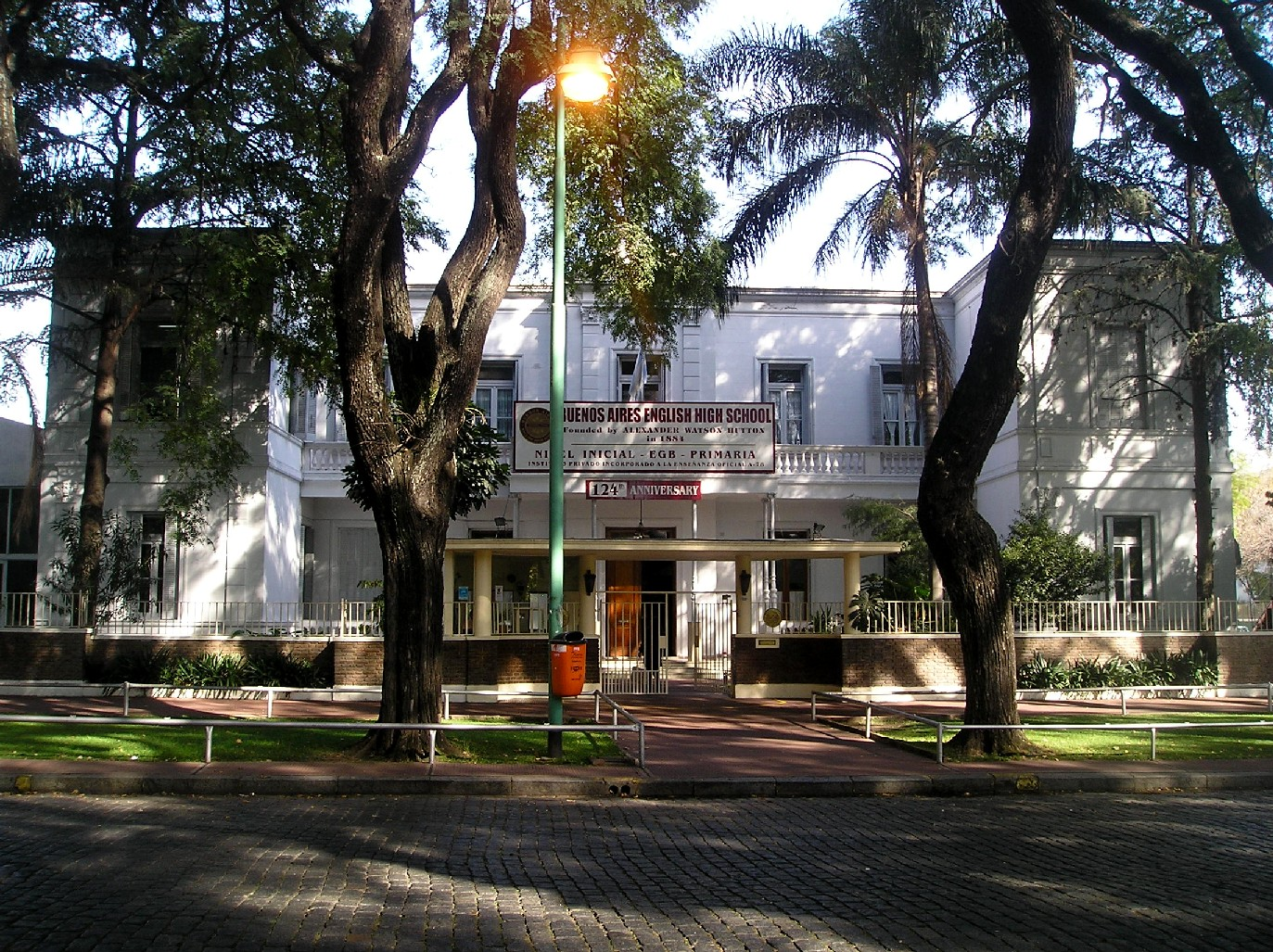
El Buenos Aires English High School, en el barrio Belgrano de Buenos Aires.

El 25 de febrero de 1882 arribó a Buenos Aires el escocés Alexander Watson Hutton, quien es considerado como el padre del fútbol en Argentina. Hutton, graduado en la Universidad de Edimburgo, había sido contratado para hacerse cargo de la dirección del Saint Andrew's Scots School, fundado el 2 de abril de 1838. Sin embargo, poco después Watson Hutton decidió no renovar su contrato, debido a que, invocando razones presupuestarias, el Saint Andrew no estaba dispuesto a "contar en las instalaciones con un gimnasio y un campo de juego", elementos indispensables para la visión pedagógica de Watson Hutton, en la que el deporte resultaba un componente esencial.
Watson Hutton decidió entonces fundar el Buenos Aires English High School (BAEHS), para poner en práctica sus ideas educativas, orientando las actividades deportivas de los alumnos principalmente hacia el fútbol. El colegio abrió sus puertas el 1 de febrero de 1884. Para comenzar con el desarrollo del fútbol en el país, el cual no había tenido impulso desde que Thomas Hogg organizó el 20 de junio de 1867 el primer partido de fútbol, decidió contratar en Escocia a William Waters como profesor de educación física. Waters no solo cumplió funciones de entrenamiento, sino que también participó en algunos encuentros deportivos. Además, según algunos autores, fue Waters quien trajo en 1886 desde Gran Bretaña la primera pelota de fútbol utilizada en el país.
La institución aceptaba alumnos de ambos sexos, contando con un alumnado de tipo pupilo, medio pupilo y externo. En un principio la escuela estuvo situada en un edificio de la calle Perú 253/257, en la Ciudad de Buenos Aires. En 1886 fue trasladado a Avenida Montes de Oca 21 frente a la Casa de Niños Expósitos (Hospital Pedro Elizalde) y cerca del Hospicio de las Mercedes, renombrado en 1967 como Hospital Municipal José Tiburcio Borda. Durante los siguientes 20 años, la escuela debió mudarse, además, en dos oportunidades: en 1892 a un predio ubicado en Avenida Santa Fe 2590, conocido como la Quinta Garrigós, y en 1906 a Melián 1880, donde se encuentra actualmente.

### La primera participación oficial

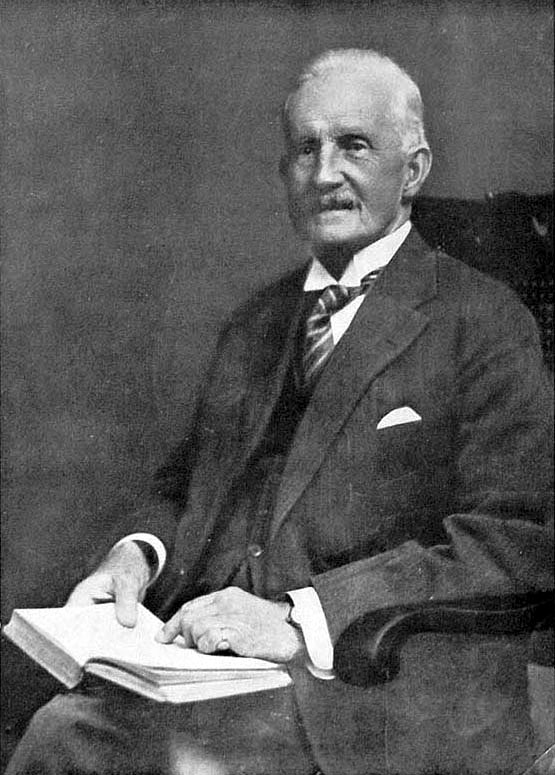
Alejandro Watson Hutton, fundador del Buenos Aires English High School y padre del fútbol argentino.

Para 1890 el fútbol de Buenos Aires todavía no se encontraba regulado por alguna organización, sin embargo existían varias instituciones, tanto deportivas como educativas, que lo practicaban con regularidad. Este es el caso de Buenos Aires English High School, Saint Andrew's Scots School, Flores Colegiate, Flores English College, Old Caledonians Football Club, Saint John's Football Club, Scotch Club y Buenos Ayres Football Club..
En 1891 Alec Lamont, del Saint Andrew's, presionó para la creación de un ente que organizara una liga. De esta forma se crea la Argentine Association Football League, en la que participan seis equipos: Saint Andrew's Scots School, Old Caledonians Football Club, Buenos Ayres al Rosario Railway, Belgrano Football Club y Buenos Ayres Football Club. Si bien el Buenos Aires English High School no participó de la competición, Watson Hutton ofició de árbitro en algunos encuentros. El campeonato, que tuvo como ganadores a Saint Andrew's y Old Caledonians, recibió críticas y no fue respaldado por gran parte de los clubes.
Con la finalización del torneo de 1891 finalizó también la existencia de la Argentine Association Football League, por lo que en 1892 no fue organizado ningún torneo. El 21 de febrero de 1893 Watson Hutton fundó un nuevo organismo futbolístico que utilizaría el mismo nombre del anterior, Argentine Association Football League (AAFL). Este es considerado por la Asociación del Fútbol Argentino como su verdadero y único antecesor, y a Alexander Watson Hutton como su primer presidente.
En el torneo de 1893 participaron cinco equipos: Lomas Athletic Club, Flores Athletic Club, Quilmes Rowers Athletic Club, Buenos Aires English High School y Buenos Aires Railway (otrora Buenos Ayres al Rosario Railway). El equipo obtuvo en esta ocasión la cuarta ubicación, consiguiendo solo 4 puntos, siendo el campeón Lomas. Se desconocen muchos de los resultados, sin embargo obtuvo 1 triunfo contra Buenos Aires Railway, 2 empates contra Quilmes Rowers (2:2) y Buenos Aires Railway y 5 derrotas contra Lomas (en las dos ocasiones), Flores (2:0 y se desconoce el resultado del otro partido) y Quilmes Rowers. El Buenos Aires English High School cambió su nombre por English High School (nombre con el cual participaría en el campeonato de 1895) y decidió no participar en el torneo de 1894, por lo que algunos de sus alumnos decidieron jugar para el Lobos Athletic Club.

### El Campeonato de 1895 y la creación del Club Atlético

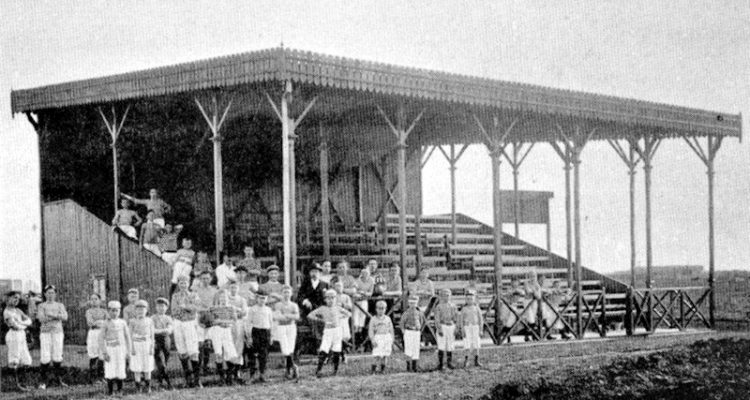
Tribuna localizada en el predio de Coghlan en 1900.

El equipo de fútbol volvió a participar en el torneo en la edición de 1895, desarrollada entre el 19 de mayo y el 30 de agosto. El torneo contó con la participación de seis equipos: Lomas Athletic Club, Quilmes Rovers, Lomas Academy (segundo equipo del Lomas A.C.), Lobos Athletic Club, Retiro Athletic Club y el English High School. En este torneo volvió a coronarse el Lomas A. C. y el Quilmes Rowers obtuvo el subcampeonato, mientras que el English High School (EHS) terminó en la última posición. El EHS no volvería a participar en la primera división hasta el año 1900, cuando obtuvo su primer campeonato. Al no participar, los exalumnos de la escuela se inscribieron en otros equipos.
El 18 de abril de 1898 el Ministerio de Justicia e Instrucción Pública dictó una resolución por la cual la enseñanza de ejercicios físicos se tornaba obligatoria en los colegios nacionales. Además, se dispuso que en cada colegio "se organizará un Club Atlético compuesto por los alumnos, exalumnos...". Cumpliendo con el artículo 16 de la resolución, el 3 de octubre de ese año se fundó el English High School Athletic Club, en el que participaron alumnos, exalumnos y profesores de la institución. La escuela compró un predio en el barrio porteño de Coghlan, cercano a la estación del ferrocarril, que fue utilizado para desarrollar la práctica de actividad física en la institución.

### La Segunda División
En 1899 la AAFL crea la segunda división, en donde el club inscribe un equipo. El torneo fue ganado por Banfield, y el English High School Athletic Club logra el subcampeonato, a solo un punto. En 1900 el club decide retornar a la primera división, por lo que recupera a los jugadores que se encontraban en Lobos A.C. y Lanús A.C.. De Lobos regresan Walter Buchanan, Juan McKechnie y Guillermo y Heriberto Jordán; mientras que de Lanús retornan Tomás, Carlos y Jorge Brown. Jorge Gibson Brown fue un defensor central y centro delantero que actuó tanto en el club como en la selección nacional.

### Temporada 1900/01

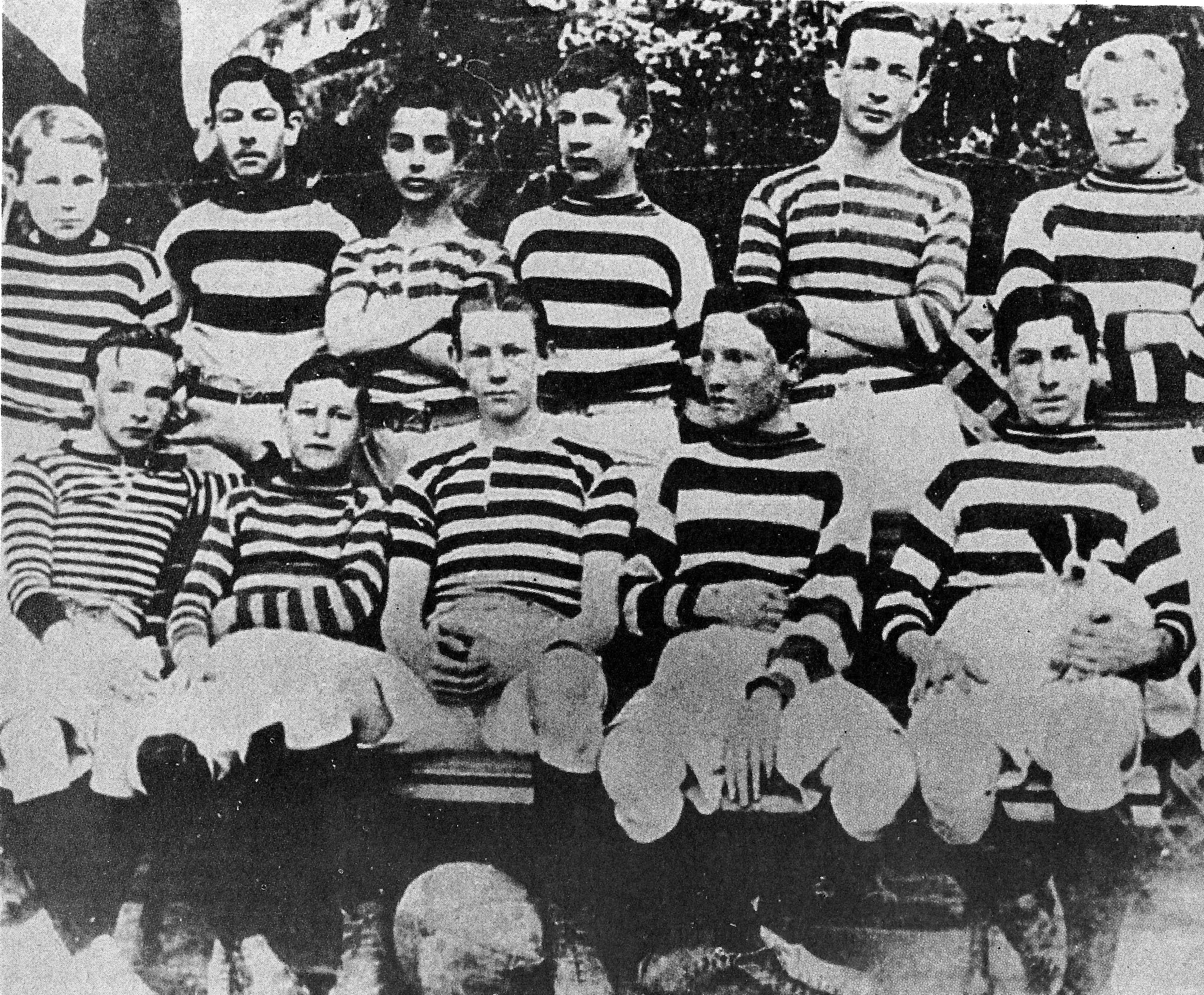
Equipo del Buenos Aires English High School.

El torneo de 1900 fue el comienzo de una campaña exitosa que duraría hasta que el club decidió no participar más en la competición, once años después. Lo disputaron cuatro equipos: English High School (EHS), Lomas Athletic Club, Quilmes Athletic Club y Belgrano Athletic Club. El club Lobos, donde jugaban varios exalumnos, no participó debido a una prohibición de la Argentine Association Football League. La asociación determinó que el club debía contar con campo de juego en Buenos Aires ya que al resto de los equipos les resultaba problemático trasladarse hasta la ciudad de Lobos, ubicada a 100 km de la capital argentina. Ante la disyuntiva de conseguir un nuevo terreno de juego o no participar, los directivos se inclinaron por la segunda opción. Esto produjo que algunos jugadores del ese club se integraran al EHS.
El torneo comenzó el 20 de mayo con un empate por 1:1 contra Lomas Athletic, algo que no se repetiría esa temporada ya que ganó todos los partidos restantes y se consagró campeón en forma invicta. Luego del empate con Lomas jugó el 14 de junio con Quilmes venciendo por 4:0, el 9 de julio nuevamente frente a Lomas Athletic, ganando 2:1 en esta oportunidad, el 22 de ese mes frente a Belgrano Athletic consiguiendo la victoria por 3:1. Finalmente obtuvo el título tras derrotar el 15 de agosto a Quilmes por 5:0 y el 8 de septiembre a Belgrano por 3:0. De esta forma la institución obtuvo el primer título de su corta historia.
Este año comenzó a disputarse la Copa Competencia Chevallier Boutell, una copa internacional en la que participaban equipos de Buenos Aires, Rosario y Montevideo. En esta primera edición, English High School debió enfrentarse el 15 de julio a Quilmes por los cuartos de final. Tras un triunfo por 2:1, clasificó a las semifinales donde debió enfrentarse a Rosario Athletic Club. El partido, jugado el 12 de agosto, finalizó 3:1 a favor de los rosarinos, quienes avanzarían a la final.
Al final de la temporada, el periódico Buenos Aires Herald decidió otorgar un trofeo, el Herald Trophy, al equipo que tuviera la mayor popularidad. Para determinarlo, creó una encuesta en la que los lectores enviaban un cupón en el que indicaba su equipo favorito. La votación finalizó el 31 de julio, y el ganador fue English High School con 6.942 votos.

### Temporada 1901/02
En 1901 la AAFL crea la tercera división, en la que participaban los menores de 17 años. Además dispuso que los clubes que representaban a establecimientos educativos debían inscribirse en esa categoría, ya que de otra forma podría interpretarse como publicidad, en base al interés que despertaba el fútbol.
El English High School Athletic Club pasa a jugar en divisionales menores y paralelamente se crea el Alumni Athletic Club  El nombre Alumni fue propuesto por el exalumno Carlos Bowers, quien había tenido contacto en Estados Unidos con las Alumni Associations, organizaciones de exalumnos. Hasta 1905 fue inscripto bajo el nombre de Alumni Football Team, denominación que aparece en los trofeos ganados hasta entonces. A partir de 1906 comienza a utilizar la denominación Alumni Athletic Club.

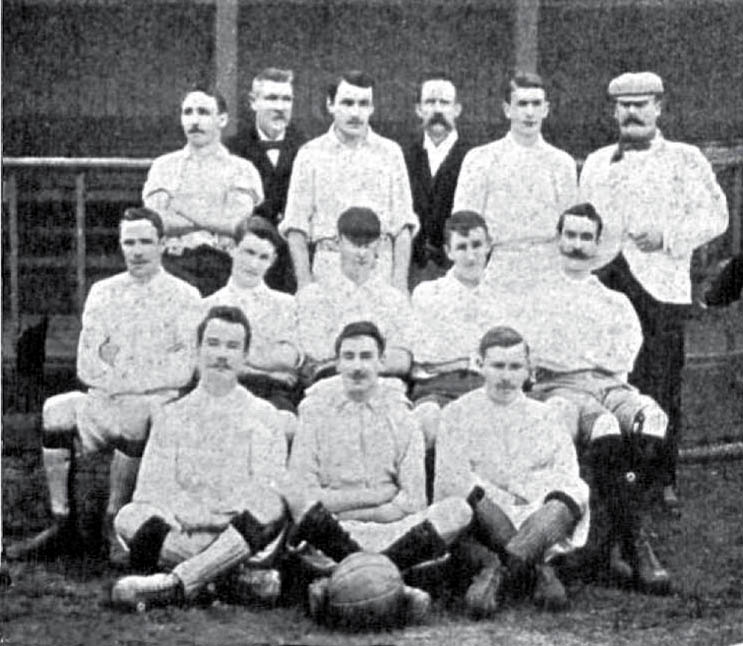
El equipo ganador de Copa Competencia.

El torneo argentino de 1901 se jugó entre el 19 de mayo y el 30 de agosto. Esta edición contó con la participación de cuatro equipos: Belgrano Athletic, Lomas Athletic, Quilmes y Alumni. El primer partido de Alumni fue contra Belgrano el 6 de junio, de visitante, que finalizó con un triunfo por 1:0. Este torneo también lo conseguiría en forma invicta, venciendo a Quilmes, 1:0 y 3:1, Belgrano, 2:0, y Lomas, 2:0 y 1:0. De esta forma consiguió su primer campeonato, obteniendo 12 puntos, convirtiendo 10 goles y recibiendo solo 1.
También participó en la segunda edición de la Copa Competencia, en la cual se consagró campeón. El primer partido fue contra Lomas A. C., por los cuartos de final, en el cual goleó 4:0 a su rival. En las semifinales debió enfrentarse al Central Uruguay Railway Cricket Club, consiguiendo el pase a la final luego de una victoria por 1:0. Finalmente, el 25 de agosto se disputó en el estadio de Lomas la final contra Rosario Athletic Club, quien lo había eliminado en la edición anterior. Pero en esta ocasión logró imponerse por 2:1, obteniendo su primera copa internacional.

### Temporada 1902/03

Formación de 1902.

El primer partido del campeonato debió jugarlo de visitante contra Lomas Athletic Club, el 25 de mayo, aunque el resultado del partido se desconoce. Por los resultados que se encuentran documentados, se sabe que Alumni ganó todos los partidos excepto el disputado el 22 de junio contra Belgrano, que finalizó 1:1. De esta forma Alumni conseguía su segundo campeonato en forma consecutiva.
La tercera edición de la Copa Competencia enfrentó en octavos de final a Alumni y Barracas A. C., en el campo de juego de Lomas A. C. El partido se jugó el 8 de junio, concluyendo con un empate 1:1. El desempate se realizó el 15 de ese mes en el predio de Quilmes A. C., en el cual un triunfo por 2:0 le permitió clasificar a la siguiente fase. Por cuartos de final venció el 9 de julio a Lomas A. C. por 2:0, nuevamente en el campo de Quilmes, y en la semifinal se impuso frente a CURCC, en Montevideo, por el mismo resultado. La final se disputó el 24 de agosto, en el predio de la Sociedad Hípica Argentina, entre Alumni y Rosario A. C.. El encuentro finalizó con un empate en un gol, por lo que debió realizarse un partido desempate, que nuevamente terminó 1:1. El último desempate se jugó el 28 de septiembre, y una derrota por 2:1 dejó al club sin el bicampeonato.

### Temporada 1903/04
En esta temporada volvió a obtener el campeonato, aunque en esta oportunidad no en forma invicta. Finalizó el certamen con 18 puntos (9 partidos ganados y 1 perdido), convirtiendo 40 goles y recibiendo 4. El equipo que le impidió conseguir el tetracampeonato invicto fue Belgrano Athletic, que lo derrotó 1:0 el 26 de julio, cuando Alumni ya había conseguido la suficiente cantidad de puntos para ser campeón.
En la Copa Competencia se enfrentó a Belgrano en los cuartos de final, ganando 6:1, a Club Nacional de Football en la semifinal, triunfo por 1:0, y a Rosario A. C. en la final, obteniendo la copa al ganar por 3:2. De esta forma conseguía su segunda copa en tres finales disputadas.

### Temporada 1904/05

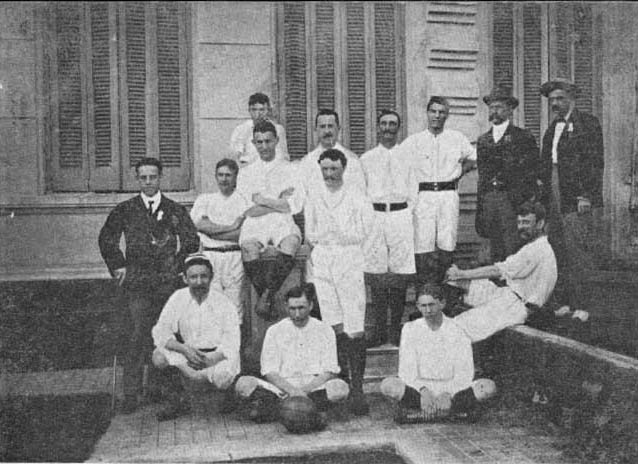
Formación de 1904.

Esta fue una de las peores campañas de Alumni, que desde 1901 obtenía al menos un título por temporada. En el torneo local obtuvo el segundo puesto, a 6 puntos de Belgrano Athletic, el ganador de la competencia. Finalizó su actuación en el cual ellas fueron 5 partidos ganados, 3 empatados y 2 perdidos, con 18 goles a favor y 9 en contra. A pesar de la poca cantidad de goles convertidos, el goleador del torneo perteneció al club: Alfredo Brown convirtió 11 de los 18 goles del equipo.
En la Copa Competencia no tendría mayor suerte: tras vencer a Quilmes 2:0 en los octavos de final, cayó por 1:0 frente a Barracas. La ausencia de títulos en esta temporada provocó el surgimiento de rumores de disolución, algo que no sucedería por lo menos durante esa década.

### Temporada 1905/06

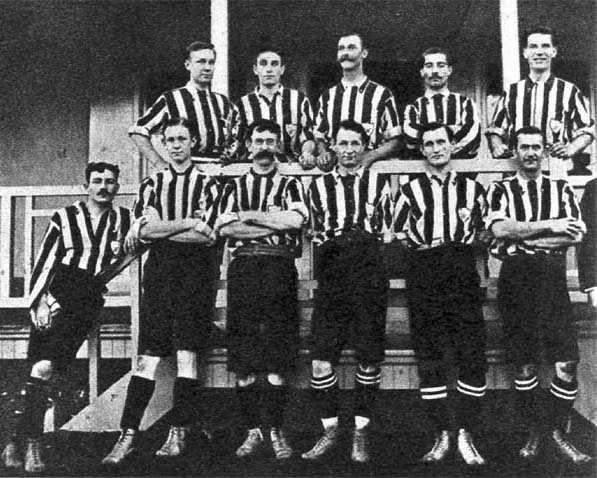
Formación de 1905.

Alumni se consagraría nuevamente campeón de la Primera División esa temporada, tras haber incorporado a José Buruca Laforia y Carlos Lett. Los 21 puntos logrados gracias a las 10 victorias y 1 empate permitieron la consagración, a 3 puntos de Belgrano, el subcampeón. Las victorias fueron conseguidas frente a Lomas (7:1 y 11:1), Reformer (14:0 y 3:0), Quilmes (1:0, cedió los puntos en el segundo partido), Estudiantes (3:0), Belgrano (2:0) y Barracas (cedió los puntos en ambos partidos); mientras que empató con Estudiantes (1:1) y perdió contra Belgrano (5:1). Carlos Lett sería uno de los goleadores del campeonato, con 12 tantos.
No sería tan exitosa, en cambio, la participación en la Copa Competencia. Debutó en esta edición de la copa el 16 de julio, con un triunfo por 3:0 frente a Quilmes A. C. por los cuartos de final. Sin embargo, caería por 1:0 en la semifinal contra el CURCC el 13 de agosto.
Esa temporada comenzó a disputarse la Copa de Honor, que constaba de una fase previa disputada por equipos del Gran Buenos Aires y Rosario, y otra que involucraba a equipos de Uruguay. La fase argentina era conocida como la Copa de Honor Municipalidad de Buenos Aires, y el ganador accedía a una final, disputada en Montevideo, frente al mejor equipo de la otra fase.
En esta primera edición de la copa, Alumni accedió a la última fase tras derrotar a Estudiantes de Buenos Aires (4:1), Belgrano Athletic (3:1) y a Quilmes (1:0). En la final, disputada el 10 de septiembre, cayó con Club Nacional de Football por 3:2.

### Temporada 1906/07

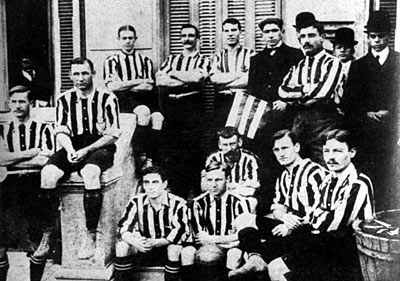
Formación de 1906.

En esta edición el campeonato argentino tuvo cambios en su organización. Fue estructurado en una primera fase de dos grupos y una final que disputaban los ganadores de los mismos. Alumni formó parte del Grupo B junto a Quilmes, Belgrano Athletic, Argentino de Quilmes y Belgrano Extra. El equipo creado por Watson Hutton clasificó a la final tras ganar su grupo con 14 puntos (7 victorias y 1 derrota). Allí goleó 4:0 a Lomas Athletic, el 7 de octubre en el campo de Porteño. Nuevamente uno de los goleadores del torneo pertenecía al club: Eliseo Brown, con 8 goles. El jugador repetiría este logro en las tres temporadas siguientes.
Su participación en la Copa Competencia la inició en los dieciseisavos de final frente a Estudiantes, pasando a la siguiente ronda tras vencer por 4:2. En los cuartos de final se enfrentó con Belgrano Extra, avanzando tras un triunfo por 2:1, y en la semifinal con Montevideo Wanderers, ganando 2:0. La final se disputó el 30 de agosto en el campo de Quilmes A. C., frente a Belgrano A. C., y un triunfo por 10:1 le permitió a Alumni alzarse con el trofeo por tercera vez.
En la segunda edición de la Copa de Honor Cousenier, Alumni accedió a jugar la final tras vencer a Rosario Central por 6:1, a Argentino de Quilmes por 2:0 y a Estudiantes por 3:1. En esta oportunidad debió enfrentar a Club Nacional de Football, el 16 de septiembre. El partido finalizó empatado en dos goles, por lo que el 14 de octubre se jugó el partido desempate. Tras ganar por 3:1, Alumni obtuvo por primera y única vez la Copa de Honor. Tras finalizar el partido se produjeron incidentes y el tranvía que los conducía al puerto fue apedreado por hinchas.
De esta forma Alumni se convirtió en el primer equipo en conseguir estas tres competiciones en una misma temporada. Este logro solo fue repetido por Club Nacional de Football en 1915 y Boca Juniors en 1920.
Tras ganar la segunda edición de la Copa de Honor en 1906, decidieron declinar las futuras participaciones en la competición debido a la rudeza con que habían sido tratados en Montevideo, considerando que el deporte se desvirtuaba si para ganar era necesario recurrir a ese tipo de conductas. En cambio sí participó en el resto de las competiciones, obteniendo en la temporada 1907/08 tanto el campeonato como la Cup Tie Competition.
Esa temporada Alumni se convirtió en el primer club argentino que venció a un equipo extranjero. El 24 de junio se enfrentó a un combinado sudafricano, en el campo de la Sociedad Sportiva Argentina, donde actualmente se encuentra el Campo Argentino de Polo. El partido convocó a más de 10 mil espectadores, entre los que se encontraba José Figueroa Alcorta, Presidente de la Nación Argentina. A los 15 minutos del primer tiempo, Ernesto Brown debió retirarse lesionado. En 1906 la sustitución de jugadores no se encontraba contemplada en el reglamento, sin embargo el capitán del equipo sudafricano le ofreció a Jorge Brown, capitán de Alumni, reemplazar al jugador lesionado. El partido finalizó 1:0, con un gol de Alfredo Brown a los 51 minutos. Esa noche, el diario La Nación recibió una carta de Browne, secretario del club:

Señor director de LA NACIÓN
Muy señor mío: Rogamos a usted muy encarecidamente quiera hacer público nuestro agradecimiento al capitán del team de Sud Africa, Mr. Heeley, por su caballerosidad, al permitir reemplazar a Ernesto Brown, cuando se lastimó, por otro jugador, el Sr. Juan Brown.
Sin más que agradecerle de antemano, lo saludamos atentamente.
P. B. Browne, secretario del Club Alumni, 24 de junio de 1906

### Temporada 1907/08
Alumni ganó nuevamente el Campeonato de la Primera División, otra vez en forma invicta. El torneo, disputado entre el 21 de abril y el 11 de noviembre, dejó un balance de 17 victorias y tres empates, los cuales ocurrieron con Atlético Estudiantes (2:2), Belgrano Athletic (0:0) y Porteño (3:3). Debe destacarse que Barracas Athletic abandonó el campeonato, por lo que cedió los puntos del partido correspondiente a la segunda ronda. El goleador del torneo fue nuevamente Eliseo Brown, con 24 goles.
La Copa Competencia (conocida también como Cup Tie Competition) sufrió una modificación a partir de esta edición. En lugar de que la copa fuera de carácter internacional desde el primer partido, se creó una fase previa en que los equipos de cada país se eliminaban y solo uno accedía a la final. Esta fase previa estaba implementada en la Argentina como la Copa de Competencia Jockey Club, mientras que al partido final entre un equipo argentino y otro uruguayo se lo conoció con el nombre anterior.
Alumni consiguió el título tras vencer a Porteño 8:0 por octavos de final, a Rosario Central por 5:0 en cuartos, a Reformer por el mismo marcador y 4:2 en la final de la Copa de Competencia Jockey Club, frente a Belgrano Athletics, el 8 de septiembre. El 29 de ese mes se jugó el partido correspondiente a la Cup Tie Competition, frente al CURCC de Montevideo, en el campo de Ferro Carril Oeste. El club logró el título por cuarta vez tras vencer por 3:1 al equipo uruguayo.
De esta forma Alumni volvía a obtener la copa y el campeonato. Debe destacarse que hasta el partido del 18 de agosto contra el Reformer, por la Cup Tie Competition, el club jugó en carácter de local en el campo de juego cedido por la Sociedad Sportiva Argentina. Ese partido y los restantes en los que debió ser local, fueron disputados en el campo de Ferro Carril Oeste.

### Temporada 1908/09
En cuanto a lo institucional, esa temporada el club sufriría un importante cambio. Hasta 1908 Alumni se había regido por los estatutos del Club Atlético English High School, dictados diez años antes. Ese año se decidió reorganizar el club, por lo que debió modificarse el estatuto para adaptarlo a las nuevas exigencias. En cuanto a lo deportivo, este fue nuevamente un año exitoso: obtuvo la Copa Competencia y el subcampeonato en el campeonato local.
En la Primera División Argentina, se ubicó en la segunda posición con 27 puntos, a 4 puntos de Belgrano Athletic, el campeón. Durante el torneo obtuvo 13 triunfos, 1 empate y 4 derrotas. El empate se produjo contra San Isidro (1:1), mientras que las derrotas se produjeron frente a Estudiantes (3:1 en ambas oportunidades) y Belgrano Athletic (4:0 y 1:0). Alumni tuvo 74 goles a favor durante el torneo, 19 de ellos convertidos por Eliseo Brown, goleador del campeonato.
El club debutó en la Cup Tie Competition el 28 de mayo contra San Martín, por los cuartos de final, con un triunfo por 3:1; y conseguiría la Copa de Competencia Jockey Club tras vencer a Belgrano Athletic (3:0) y Argentino de Quilmes (5:0). La final de la copa se disputó el 6 de septiembre frente a Montevideo Wanderers, en el campo de Belgrano Athletic. El triunfo por 4:0 le permitió alzar la copa por tercera vez consecutiva.

### Temporada 1909/10
Esta temporada volvería a conseguir el campeonato de la Primera División. Con 15 triunfos, 2 empates y 1 derrota Alumni consiguió 32 puntos, obteniendo una ventaja de 8 puntos frente al subcampeón, River Plate. Los empates se produjeron frente a Belgrano (1:1) y San Isidro (1:1), mientras que la única derrota fue frente a River Plate (1:0). En esta edición también convirtió 74 goles, y el máximo anotador del torneo fue nuevamente Eliseo Brown con 17 goles.
Por la Copa de Competencia Jockey Club, venció a Provincial por los octavos de final (4:0), a Rosario Central en cuartos de final (3:1), a San Isidro en las semifinales (3:2) y a Newell's Old Boys en la final por 5:1. En la final de la Cup Tie Competition derrotó a CURCC por 4:0.
El club ejerció la localía en el campo de juego del Club Atlético Banco de la Nación durante toda la temporada 1909/1910 y mitad de la temporada 1910/1911. A partir de ese momento, utilizó varios estadios, especialmente el de Ferro Carril Oeste.
En los últimos meses de 1909 resurgieron los rumores de disolución. Los mismos estaban basados en el cansancio de los jugadores y la dificultad para conseguir suplentes de envergadura entre los exalumnos. Estos rumores volverían a repetirse en las temporadas siguientes.

### Temporada 1910/11

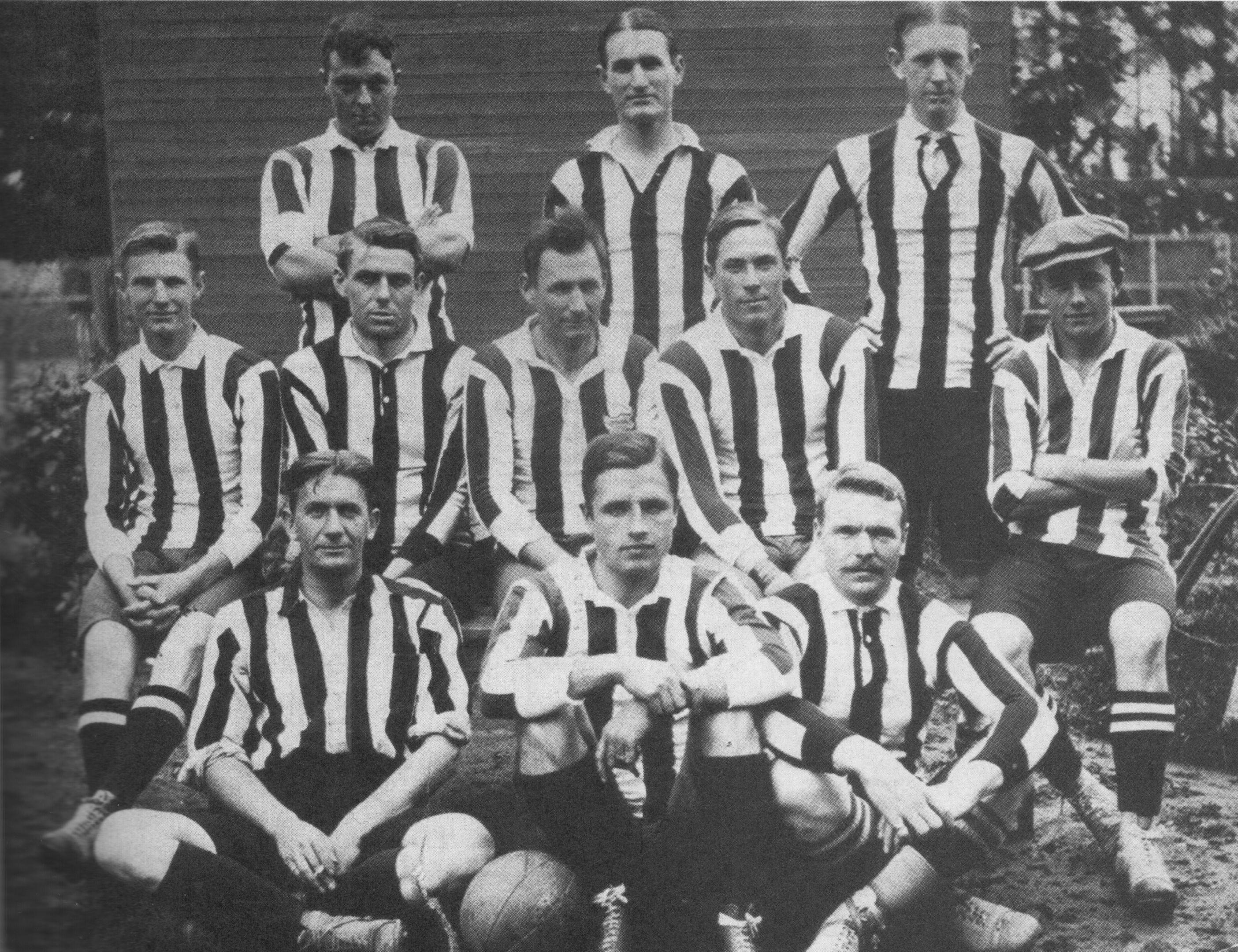
Formación de 1910.

El campeonato de 1910 lo ganaría Alumni, por octava vez en su historia. La efectividad de los años anteriores comenzó a disminuir: consiguió 10 victorias, 5 empates y 1 derrota. Empató los partidos jugados contra San Isidro (0:0), Estudiantes (0:0), Porteño (1:1 y 3:3) y Gimnasia y Esgrima (2:2). La única derrota se produjo el 21 de agosto contra San Isidro, por 2:0. La cantidad de goles convertidos también disminuyó en comparación con los años anteriores: tanto en 1908 como en 1909 convirtió 74 goles a favor en 18 partidos, mientras que en esta temporada disminuyó a 42 en los 16 partidos disputados. Sin embargo, fue junto a Belgrano Athletic el equipo con mayor cantidad de goles a favor, y Arnoldo Watson Hutton fue el máximo anotador del torneo, con 13 goles.
En la Cup Tie Competition apenas logró llegar a los cuartos de final. Tras vencer a Belgrano por 2:0 en octavos, una derrota por 3:2 frente a Provincial lo dejó fuera de la competición.

### Temporada 1911/12

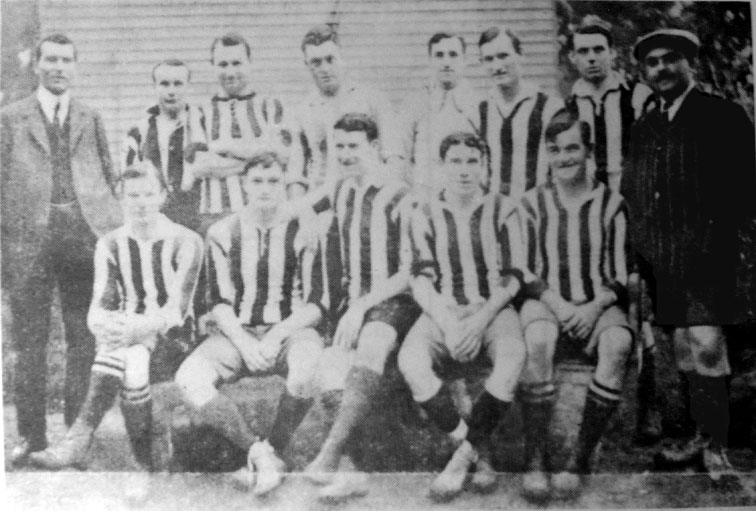
Formación de 1911.

En la última temporada en la que participaría, Alumni también logró consagrarse campeón de la Primera División de Argentina. Los 23 puntos conseguidos mediante los once triunfos, un empate y cuatro derrotas lo ubicaron en la primera posición junto a Porteño. Ante la igualdad de puntos, debió jugarse un partido de desempate el 26 de noviembre, en el campo del Club de Gimnasia y Esgrima de Buenos Aires. Al imponerse por 2-1, con goles de Alfredo Brown y E. Lett, Alumni obtuvo su décimo y último título. Lett fue, además, uno de los goleadores del torneo al convertir 10 goles.
La participación en la Cup Tie Competition, igual que en la temporada anterior, tampoco sería exitosa: en el debut frente Tiro Federal, el 28 de mayo, perdió por 2:1.

### La disolución

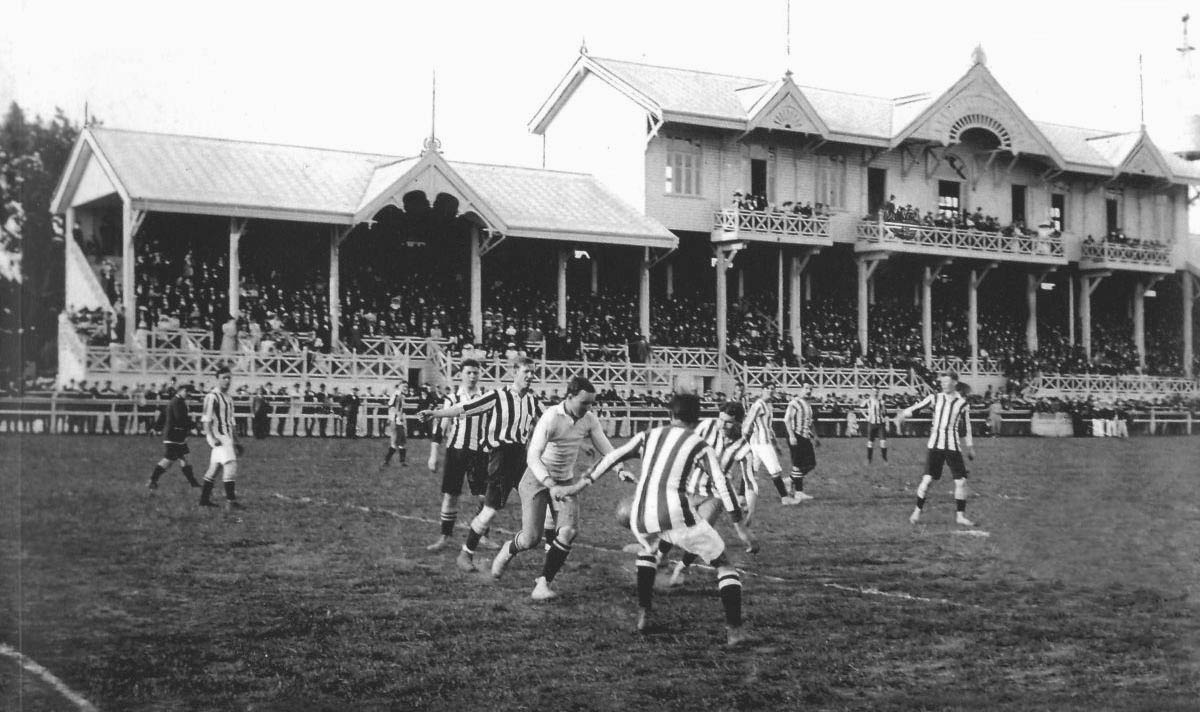
Último partido de Alumni en el campeonato argentino, un triunfo por 2:1 contra Club Atlético Porteño.

El club no volvió a participar en ningún torneo, a pesar de que se encontraba inscrito para el campeonato de 1912 de la Asociación Argentina de Football. Estaba programado para el 14 de abril de ese año la primera fecha del torneo, en la que Alumni jugaría con Estudiantes. Sin embargo, el club no se presentó ni a ese partido ni a los dos restantes que debió disputar el 21 y 28 de abril contra Quilmes y Racing Club, respectivamente. Tras no presentarse a estos tres partidos, y conforme al reglamento, la AAF eliminó a Alumni de la competición. Muchos de sus jugadores se integraron al plantel de Quilmes, equipo que obtendría el campeonato.
Las razones de su desaparición son consecuencia de su "espíritu amateur". Uno de sus principales problemas era el recambio de jugadores, ya que el club prácticamente no incorporaba jugadores de otros clubes sino que eran exalumnos del colegio. Y los jugadores del plantel, algunos de los cuales lo integraban desde hacía varios años, comenzaron a sentir el cansancio y querían continuar con sus vidas lejos del fútbol. Además influyó el hecho que el dinero recaudado por la venta de entradas, por disposición del propio club, era destinado a obras de beneficencia, por lo que se les dificultaba afrontar los gastos, principalmente el alquiler de un campo de juego ya que no disponían de uno propio.
La Asamblea en la que se determinó la disolución del club se realizó el 24 de abril de 1913. Todos los socios fueron convocados, sin embargo solo siete asistieron a la misma.

Alumni A.C. Se cita a los señores socios a asamblea
general con fecha 24 del corriente, en el local de la A.F.A.,
calle Maipú 131, a las 9 p.m., para tratar la disolución del
club y autorizar a la C.D. para distribuir los fondos de
acuerdo con el reglamento.
Diario La Nación, 18 al 24 de abril de 1913.

Además se decidió donar los fondos restantes de la siguiente manera: $3.661,15 a las Escuelas Evangélicas Argentinas del Sr. William C. Morris, $3.661,14 para fundar el Hospital Británico, $1.000 al Patronato de la Infancia, $1.000 al Centro Bernardino Rivadavia, $1.000 a la Sociedad Popular de Educación de Avellaneda, $1.000 a la Asociación Damas del Taller la Providencia, $500 al Centro D. F. Sarmiento y $500 a la Comisión de gimnasia y ejercicios físicos de ese centro deportivo.

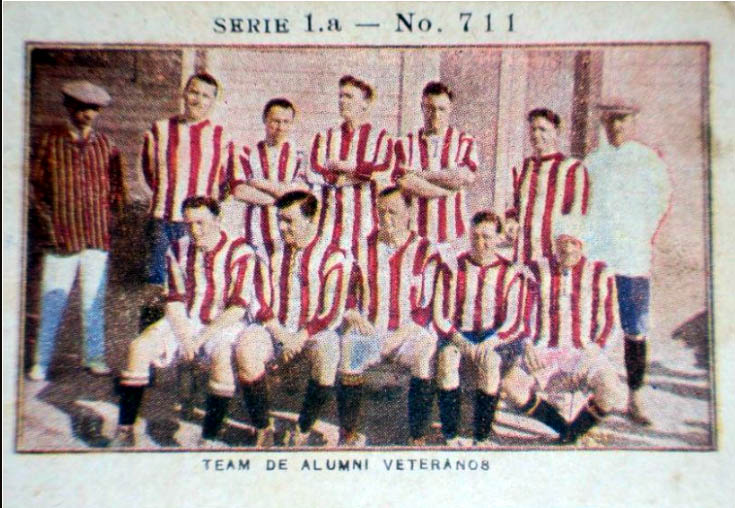
Equipo de veteranos.

En forma posterior a su disolución, Alumni jugó algunos partidos a beneficio. Pueden destacarse los disputados contra Belgrano, el 7 de julio de 1913, contra San Isidro, el 14 de octubre de 1917, y contra Veteranos, el 15 de septiembre de 1923.
En 1951 el Buenos Aires English High School decidió continuar con Alumni, pero el deporte que se practicaría no sería fútbol, ya profesionalizado en ese entonces, sino el rugby. Para esto solicitaron la autorización a la Asociación Alumni, una organización de exalumnos presidida por Carlos Bowers, jugador emblemático del club. La asociación no solo aceptó, sino que además varios de sus integrantes aportaron dinero para que el proyecto pudiera desarrollarse. De esta forma surgió la Asociación Alumni, un club que se adjudicó varios torneos de la URBA y que se reconoce como una continuidad del Alumni Athletic Club.

## Uniforme
El uniforme de English High School estaba basado en el que utilizaban en la escuela: una camiseta blanca con franjas rojas horizontales. Al cambiar de nombre, en 1901, también cambió el uniforme conservando los colores pero con las franjas dispuestas en forma vertical. El 25 de junio de 1905 estrenó frente al Nottingham Forest una nueva camiseta, con menor cantidad de franjas rojas pero más anchas. A partir de 1909, volvió a cambiar el ancho de las franjas, quedando compuesto el frente por cuatro franjas rojas y tres blancas. El pantalón era, generalmente, de color blanco, sin embargo se utilizó también el color negro y el azul marino.
| 1893-1900 | 1901-1905 | 1905-1909 | 1909-1911 |

## Datos del club
- Temporadas en 1.ª división: 14.

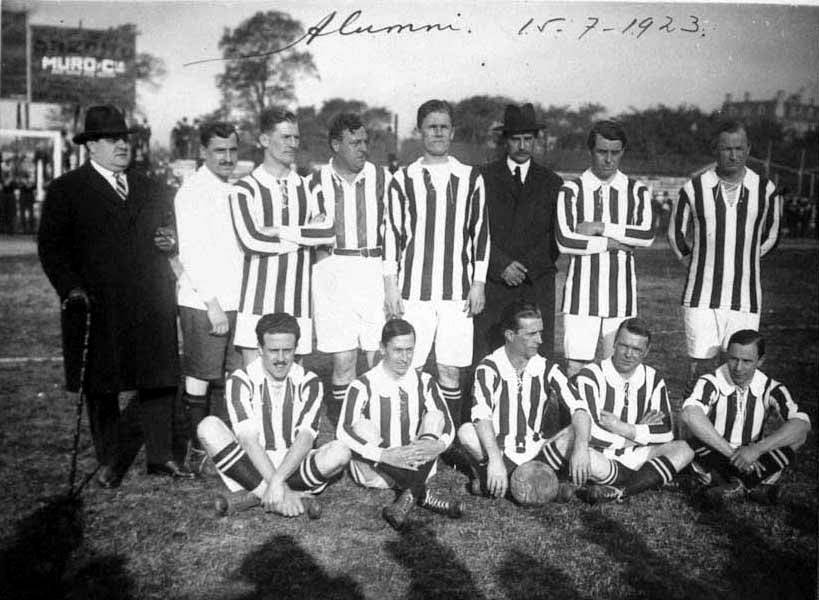
Jugadores del Alumni reunidos nuevamente el 15 de julio de 1923 para un partido de fútbol, 10 años después de la disolución del club.

- Temporadas en 2.ª división: 1 (1899).
- Mejor puesto en la liga: 1.º.
- Peor puesto en la liga: 4.º o 6.º (1895).[54][n. 6]

### Hechos destacados
- Fue el primer club argentino que venció a un equipo extranjero: un combinado sudafricano en 1906.[55]
- Consiguió tres o más campeonatos consecutivos de la Primera División Argentina en tres oportunidades diferentes: 1900, 1901, 1902, 1903; 1905, 1906 y 1907; 1909, 1910 y 1911.
- Eliseo Brown fue goleador en cuatro oportunidades, en forma consecutiva: 1906 (8 goles), 1907 (24 goles), 1908 (19 goles) y 1909 (17 goles).[31]
- Fue el primer club del Río de la Plata que obtuvo en una misma temporada el campeonato nacional, la Cup Tie Competition y la Copa de Honor Cousenier.[56][36]
- En 1904 el Club Atlético Barracas Central adopta el rojo y blanco para su camiseta basado en los colores de Alumni, mientras que en 1906, el Club Talleres de Remedios de Escalada y el Club Estudiantes de La Plata basaron los colores de sus camisetas en los colores de Alumni, en 1907 el Club Atlético Unión de Santa Fe y en 1918, el Instituto Atlético Central Córdoba.[56]
- El color celeste de la tradicional camiseta de la selección de fútbol de Uruguay fue elegido luego de que el club uruguayo River Plate FC lo utilizara cuando venció a Alumni 2:1 el 10 de abril de 1910.[57] Hasta ese momento el seleccionado utilizaba los colores celeste y blanco, igual que su par argentina, con detalles rojos, hasta que se enfrentaron el 15 de agosto de 1910 por la Copa Lipton y debió cambiarlos.[57]
- El Club Atlético Alumni, ubicado en la ciudad de Casilda, adopta los colores rojo y blanco a rayas verticales, emulando a esta institución.
- El Club Atlético Alumni, ubicado en la ciudad de Villa María, tiene ese nombre en honor a esta institución.[58]
- Actualmente el club sigue funcionando (luego de ser refundado) bajo el nombre de Asociación Alumni, dedicado exclusivamente al rugby y participando de los torneos de la URBA.

## Jugadores

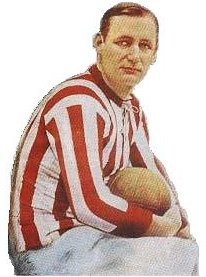
Jorge Gibson Brown, primera figura del fútbol argentino, capitán de la selección nacional entre 1908 y 1914.

El gran referente de la institución fue Jorge Brown, quien fue capitán del equipo entre 1903 y 1906, y desde 1910 hasta su disolución. La familia Brown fue un pilar del club, ya que además de Jorge, seis de sus hermanos (Alfredo, Eliseo, Carlos, Diego, Tomas y Ernesto) y su primo Juan, jugaron en la primera plantilla.
También se destaca la participación del guardameta José Buruca Laforia, quien llegó al club en 1905 y ocquparía el puesto hasta 1907. Otro portero emblemático del club fue Juan McKechnie, quien se desempeñó en la posición entre 1891 y 1894, y 1900 y 1904.
Alumni poseía una gran capacidad ofensiva, por lo que varios de sus jugadores fueron los goleadores de los torneos de la Primera División Argentina. Estos fueron Alfredo Brown, Eliseo Brown, Carlos Lett, Ernesto Lett y Arnoldo Watson Hutton.
El equipo se caracterizó porque muchos de sus integrantes fueron convocados para integrar la selección argentina. Alumni aportó ocho de ellos en seis oportunidades, y siete en diez partidos diferentes. La familia Brown también integró la selección, siendo convocados en más de una ocasión cuatro hermanos para un mismo partido, y participando cinco de los primos en la gira por Brasil realizada entre el 2 de julio y el 14 de julio de 1907.
Con jugadores de Alumni, el seleccionado obtuvo la Copa Lipton en 1906 (ocho convocados), 1907 (siete convocados), 1908 (cinco convocados) y 1909 (siete convocados). También ganó la Copa Newton en 1906 (siete convocados), 1907 (cuatro convocados), 1908 (siete convocados) y 1909 (tres convocados). Además consiguieron la Copa de Honor Gran Premio de Argentina en 1909 (siete convocados) y 1911 (seis convocados).

## Palmarés

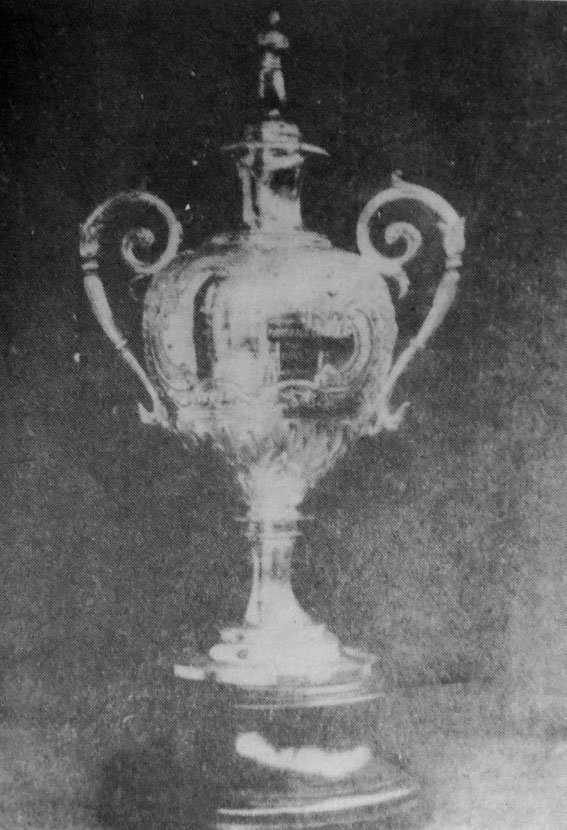
Copa de la Primera División Argentina.

### Torneos nacionales oficiales (18)
Los torneos del fútbol argentino reconocidos por la Asociación del Fútbol Argentino son:
| Competición                                       | Títulos                                                     | Subcampeonatos    |  |
| ------------------------------------------------- | ----------------------------------------------------------- | ----------------- |  |
| Primera División (10/2)                           | 1900, 1901, 1902, 1903, 1905, 1906, 1907, 1909, 1910, 1911. | 1904, 1908.       |  |
| Segunda División (0/3)                            |                                                             | 1899, 1900, 1904. |  |
| Copa de Honor Municipalidad de Buenos Aires (2/0) | 1905, 1906.                                                 |                   |  |
| Copa de Competencia Jockey Club (3/0)             | 1907, 1908, 1909. (Récord)                                  |                   |  |
| Cup Tie Competition (3/1)                         | 1901, 1903, 1906.                                           | 1902              |  |

### Torneos internacionales oficiales (4)
Los títulos internacionales organizados por la AFA y AUF son:
| Competición                   | Títulos                    | Subcampeonatos |
| ----------------------------- | -------------------------- | -------------- |
| Copa de Honor Cousenier (1/1) | 1906.                      | 1905.          |
| Cup Tie Competition (3/0)     | 1907, 1908, 1909. (Record) |                |